# N.A. Nilsson
Nils August (skrev sig vanligen N.A.) Nilsson, född 13 februari 1860 i Olseröd i Maglehems socken, Kristianstads län, död 7 februari 1940 i Adolfsberg vid Örebro, var en svensk läkare, tidningsman, författare och politiker.
Nilsson studerade vid Lunds universitet och Karolinska institutet, där han 1893 blev medicine licentiat. Han var kvinnoläkare i Örebro från 1895 samt intendent och badläkare vid Adolfsbergs hälsobrunn.
Han engagerade sig starkt för fredsfrågan och var 1901–1905 ordförande i Svenska freds- och skiljedomsföreningen, men utträdde på grund av meningsskiljaktigheter och grundade i stället Sveriges fredsförening vars tidning Svensk fredstidning : organ för praktisk fredsverksamhet (1905–1909) han redigerade. Han blev 1907 medlem av den internationella permanenta fredsbyrån i Genève. Han arrangerade 28–29 juni 1902 ett nationellt fredsmöte i Adolfsberg och tog initiativet till den universella fredskongressen 1910 i Stockholm.
Han grundade 1924 ett politiskt parti med namnet Civilisationspartiet, som 1931 bytte namn till Centerpartiet (långt innan Bondeförbundet 1957 tog detta namn) och redigerade dess tidning Centerbladet : tidning för arisk politik, kultur, filosofi och religion (1933–1940). Han satt i Örebro stadsfullmäktige 1927–1929.
Nilsson är begravd på Nikolai kyrkogård i Örebro.